# Young Thug
Jeffery Lamar Williams (ur. 16 sierpnia 1991 w Atlancie), znany jako Young Thug – amerykański raper, piosenkarz i autor tekstów. Uważany jest za jednego z najbardziej wpływowych raperów swojego pokolenia, jego muzyka silnie ukształtowała współczesną muzykę hip hop i trap, a także zainspirowała wielu artystów do tworzenia własnej muzyki. Znany ze swojego ekscentrycznego stylu rapowania i ubioru, Thug początkowo wydał serię niezależnych mixtape'ów, począwszy od 2011 roku I Came from Nothing. Na początku 2013 roku podpisał kontrakt z 1017 Records Gucci Mane'a[5], następnie w tym samym roku wydał swój debiutancki mixtape 1017 Thug, który spotkał się z uznaniem krytyków.
Young Thug zdobył uznanie mainstreamu w 2014 roku dzięki singlom "Stoner" i "Danny Glover" oraz występom na kilku singlach, w tym "About the Money" T.I., "Hookah" Tygi i "Lifestyle" Rich Gang. W tym samym roku podpisał również kontrakt z 300 Entertainment Lyora Cohena i współpracował przy tworzeniu mixtape'u Rich Gang: Tha Tour Pt. 1. W 2015 roku wydał szereg mixtape'ów, w tym Barter 6 i dwie odsłony serii Slime Season. Następnie w 2016 roku Thug wydał komercyjne mixtape'y I'm Up, Slime Season 3 i Jeffery. W 2017 roku Thug wystąpił w przeboju "Havana" kubańskiej piosenkarki pop Camili Cabello, który stał się jego pierwszym singlem numer jeden na liście Billboard Hot 100. W 2018 roku wydał album kompilacyjny Slime Language ze swoją wytwórnią YSL Records. W 2019 roku zdobył nagrodę Grammy Za Piosenkę Roku za swój wkład w napisanie piosenki na "This Is America".
Debiutancki album studyjny Young Thuga, So Much Fun (2019), zadebiutował na pierwszym miejscu na amerykańskim Billboard 200 i zawierał single z pierwszej dwudziestki Billboard Hot 100 "The London" i "Hot". W następnym roku, jego singel "Go Crazy" z Chrisem Brownem z wspólnego mixtape'u Slime & B (2020) osiągnął trzecie miejsce na liście Hot 100, stając się jego pierwszym singlem z pierwszej dziesiątki z jego głównym udziałem. Dodatkowo, po raz drugi w swojej karierze osiągnął numer jeden na liście Billboard Hot 100 dzięki swojej współpracy z Travisem Scottem w singlu "Franchise". W 2021 roku Thug wydał kompilacyjny album Slime Language 2, który zadebiutował na pierwszym miejscu listy Billboard 200. Jego drugi album studyjny, Punk został wydany 15 października 2021 roku i zadebiutował na 1 miejscu na liście Billboard 200, stając się jego trzecim albumem numer jeden. 
W maju 2022 roku Young Thug został aresztowany wraz z 27 innymi członkami YSL pod zarzutami związanymi z zorganizowanymi grupami przestępczymi oraz został oskarżony o naruszenie ustawy RICO. W czerwcu 2023 roku ukazał się jego trzeci album studyjny, Business is Business, krążek uplasował się na 2 miejscu w USA oraz 65 w Polsce.

## Życiorys
Jeffery Lamar Williams urodził się w Atlancie, jako dziesiąte z jedenaściorga dzieci. Pochodzi z Sylvan Hills, dzielnicy w Atlancie (Zone 3), dorastał w mieszkaniach komunalnych w Jonesboro South. Inni znani raperzy z tej dzielnicy to Waka Flocka Flame, 2 Chainz, Ludacris i przyjaciel Williamsa z dzieciństwa PeeWee Longway, od którego Williams mieszkał cztery domy dalej. Young Thug powiedział w wywiadzie, że został wyrzucony ze szkoły w szóstej klasie za złamanie ręki nauczycielowi. Został potem wysłany do więzienia dla nieletnich na cztery lata.

## Kariera

### 2010-2013: Wczesna kariera i kontrakt płytowy
Young Thug rozpoczął swoją karierę muzyczną w 2010 roku, debiutując gościnnie w utworze rapera TruRoyal "She Can Go". Po wydaniu pierwszych trzech odsłon swojej serii mixtape'ów I Came from Nothing w latach 2011 i 2012, Young Thug zwrócił na siebie uwagę kolegi z Atlanty, rapera Gucci Mane'a, który w 2013 roku podpisał z Young Thugiem kontrakt na współpracę ze swoją wytwórnią 1017 Brick Squad Records, imprintem Asylum/Atlantic. Thug następnie wydał swój pierwszy projekt w tej wytwórni, jego czwarty mixtape, 1017 Thug. Mixtape spotkał się z pozytywnymi recenzjami krytyków muzycznych, którzy zwrócili uwagę na jego oryginalny styl. 1017 Thug znalazł się na wielu listach podsumowujących rok 2013, takich jak Pitchfork w kategorii Albumy roku: Miejsca wyróżnione i Complex w kategorii 50 Najlepszych albumów roku 2013. FACT nazwał go najlepszym mixtape'em 2013 roku, Rolling Stone umieścił go na piątym miejscu na ich liście 10 Najlepszych Mixtape'ów 2013 roku, a The Guardian umieścił go wśród Pięciu najlepszych Mixtape'ów roku 2013. Piosenka Young Thuga "Picacho" została zauważona jako jeden z wyróżniających się utworów z mixtape'u; chociaż nie została wydana jako singel, piosenka znalazła się na wielu listach podsumowujących rok 2013, takich jak Rolling Stone 100 Najlepszych piosenek roku 2013, Pitchfork Najlepszych 100 utworów 2013, i Spin 50 Najlepszych piosenek 2013.
W lipcu 2013 roku, Complex umieścił Young Thuga na swojej liście 25 Nowych raperów wartych sprawdzenia. W październiku 2013 roku Young Thug wydał swój komercyjny debiutancki singel "Stoner". Piosenka zrodziła szereg nieoficjalnych remiksów autorstwa kilku raperów, w tym między innymi Wale'a, Jima Jonesa, Jadakissa, Iamsu! i Trick-Tricka. Thug wyraził swoją dezaprobatę dla remiksów, komentując "Jeśli czujesz, że moja piosenka nie jest wystarczająco dobra do punktu, w którym musisz freestyle'ować.... Nie myśl, że jestem szczęśliwy, że robisz to z powodu tego, kim jesteś. Jestem gotowy na wojnę". Jego piosenka "Danny Glover" otrzymała również szereg remiksów m.in. od Waka Flocka Flame'a i Nicki Minaj. W październiku 2013 roku Young Thug pojawił się również na kilku utworach na krążku 19 & Boomin Metro Boomina, w tym "Some More", pierwszym utworze, który stworzył z Alexem Tumayem, który stał się jego głównym inżynierem muzycznym dla prawie wszystkich utworów od tamtego czasu aż do "Slime Season 2". W grudniu 2013 roku Thug wystąpił na Fool's Gold Day Off show w Miami, wśród Danny'ego Browna, Trick Daddy'ego i Travisa Scotta.
Pitchfork sklasyfikował 1017 Thug jako jeden z najlepszych albumów pierwszej połowy dekady 2010 roku, na pozycji numer 96.

### 2014: Wzrost popularności i problemy z wytwórnią
18 stycznia 2014 roku Young Thug ujawnił, że zaoferowano mu 8,5 miliona dolarów za podpisanie umowy z wytwórnią Future'a Freebandz. W marcu 2014 roku powiązania Young Thuga z Cash Money Records i jej dyrektorem generalnym (CEO) Birdmanem, spowodowały wiele spekulacji w mediach na temat podpisania przez niego umowy z wytwórnią. Jednak rzecznik prasowy wytwórni stwierdził później, że to nieprawda. 28 marca 2014 roku Ronald "Caveman" Rosario, dyrektor Urban Music w 1017 Distribution, wyjaśnił sytuację, stwierdzając, że Young Thug podpisał umowę menedżerską z Rich Gang Birdmana, a nie kontrakt płytowy, i nadal jest podpisany z 1017 Brick Squad.
W 2014 roku Thug nagrał również kilka piosenek z Kanye Westem, który pochwalił go za umiejętność tak szybkiego tworzenia piosenek. Thug ogłosił, że ma nadchodzące mixtape'y z Rich Homie Quanem, Chief Keefem i Bloody Jayem. Young Thug pojawił się na okładce The Fader z marca 2014 r. 11 marca 2014 r. jego debiutancki singel "Stoner", został wypuszczony do rytmicznego współczesnego radia w Stanach Zjednoczonych przez Asylum i Atlantic Records. 24 marca 2014 roku Thug stwierdził, że jego debiutancki album będzie nosił tytuł Carter 6, nawiązując do wysoko ocenianej serii albumów Tha Carter amerykańskiej supergwiazdy hip hopu Lil Wayne'a, który miał największy wpływ na karierę muzyczną Young Thuga. Dwa dni później ujawniono, że Young Thug pracuje nad wspólnym albumem z amerykańskim producentem płyt Metro Boomin, który nosi tytuł Metro Thuggin i ma się ukazać wiosną 2014 roku. Pierwszy utwór z projektu, zatytułowany "The BLanguage", wykorzystuje elementy z utworu "The Language" kanadyjskiego rapera Drake'a, został wydany tego samego dnia. W kwietniu 2014 roku Young Thug wydał nowy, wyprodukowany przez 808 Mafia utwór zatytułowany "Eww", który został uznany za jedną z pięciu najlepszych piosenek tygodnia przez magazyn XXL. Remiks utworu miał znaleźć się na debiutanckim albumie Thuga z wersami od Lil Wayne'a i Drake'a, ale nigdy do tego nie doszło.
17 czerwca 2014 roku Kevin Liles potwierdził, że Young Thug został oficjalnie podpisany z jego i Lyora Cohena wytwórnią 300 Entertainment. 1 lipca 2014 roku Asylum Records i Atlantic Records oficjalnie wydały ulubioną przez fanów piosenkę Young Thuga z 2013 roku "Danny Glover", zmieniając jej tytuł na "2 Bitches". Również 1 lipca, Mass Appeal Records wydało "Old English" jako pierwszy singel z ich kompilacyjnego albumu Mass Appeal Vol. 1, w którym występuje Young Thug obok kolegów, amerykańskich raperów ASAP Ferg i Freddie Gibbs. 16 października 2014 roku, pierwszy singiel zatytułowany "Take Kare" z kompilacji Cash Money Records Rich Gang 2, został wydany, z udziałem Young Thuga i Lila Wayne'a. Wydanie Rolling Stone z 4 grudnia 2014 roku nazwało Young Thuga "najbardziej ekscytującym nowym głosem hip-hopu" i "nowym koronowanym księciem hip-hopu." Pod koniec roku krytyk muzyczny Robert Christgau nazwał Black Portland wspólny mixtape Young Thuga z Bloody Jayem czwartym najlepszym albumem 2014 roku.

### 2015-2016: SerieBarter 6iSlime Season
Główne artykuły: Barter 6, Slime Season, Slime Season 2 i Slime Season 3
W 2015 roku w serii naruszeń danych wyciekły do Internetu setki niewydanych utworów z archiwów Young Thuga. Planowany debiutancki album Young Thuga miał się ukazać w 2015 roku i mówiło się, że będzie nosił nazwę Carter 6, w hołdzie dla nadchodzącego albumu Lil Wayne'a, Tha Carter V. Lil Wayne jednak nie był zadowolony z hołdu, mówiąc publiczności koncertu w kwietniu 2015 roku, aby "przestała słuchać" Young Thuga. Po tym, jak twierdził, że grożono mu pozwami sądowymi, Young Thug ogłosił, że zmienia tytuł na Barter 6 i wyjaśnił, że będzie to raczej mixtape niż jego debiutancki album. Young Thug ogłosił 18 kwietnia 2015 roku, że jego oficjalny debiutancki album będzie nosił tytuł Hy!£UN35, co tłumaczy się na "HiTunes". W maju 2015 roku, po wielu nieporozumieniach co do tego, z kim był podpisany i przez kogo zarządzany, będąc podpisany z 1017 Records Gucci Mane'a, Freebandz Future'a , 300 Entertainment Lyor Cohena i  Rich Gangiem Birdmana, Young Thug oznajmił "Zarządzam sobą. Jestem podpisany z Atlantic. Mam wielką, specjalną umowę z Atlantic, i to tylko z Atlantic. Birdman jest tylko moim ziomkiem". Ujawnił również, że wyda kolejny mixtape przed albumem, zatytułowany Tha Carter V.
Aby obejść dalsze rozprzestrzenianie swoich wyciekłych utworów, Thug wydał dobrze przyjęte kompilacyjne mixtape'y Slime Season i Slime Season 2. Young Thug ujawnił pod koniec czerwca 2015 roku, że on i Kanye West omówili perspektywę wspólnego albumu, obaj zgodzili się na spotkanie na wiosnę. Szczegóły były jeszcze skąpe, ale Thug powiedział, że Kanye był pod wrażeniem po przedpremierowym przesłuchaniu jego niewydanej muzyki. "Pozwalałem mu usłyszeć całą muzykę. Potem powiedział, że jestem jak Bob Marley i że chce zrobić ze mną album. Byłem jak, 'Zróbmy to!'". Young Thug pojawił się na albumie Westa z 2016 roku The Life of Pablo, a West zatweetował, że wyda kolejne wspólne nagrania z Young Thugiem na Tidalu. W lipcu 2015 roku 300 Entertainment wydało singel promocyjny "Pacifier", wspierający debiutancki album Young Thuga HiTunes (stylizowany jako Hy!£UN35). Piosenka zawiera produkcję od Mike'a Will Made-It i została dostrzeżona przez krytyków za eksperymentowanie z bardziej ekstremalnym wokalnym scattingiem. 4 lutego 2016 roku Young Thug wydał mixtape zatytułowany I'm Up. 26 marca 2016 roku wydał ostatnią odsłonę serii Slime Season; Slime Season 3, ogłaszając mixtape końcem fazy naznaczonej wyciekiem materiałów. Young Thug odbył trasę koncertową po Stanach Zjednoczonych w ramach swojej trasy Hi-Tunes w maju 2016 roku, w której wzięli udział artyści Dae Dae, TM88 i Rich The Kid.

### 2016–2018:Jeffery, współprace,So Much Fun
Główne artykuły: Jeffery (mixtape), Beautiful Thugger Girls, Super Slimey i So Much Fun
Young Thug pojawił się w kampanii mody Calvina Kleina na jesień 2016, wraz z między innymi Frankem Oceanem. 9 lipca 2016 roku ogłosił, że jego samodzielny mixtape Jeffery ukaże się wkrótce. 16 sierpnia 2016 roku Thug ogłosił, że zmieni swój pseudonim na Jeffery na jeden tydzień, tydzień podczas wydania mixtape'u Jeffery. Okładka albumu przedstawia Young Thuga ubranego w androgyniczną sukienkę zaprojektowaną przez włoskiego projektanta Alessandro Trincone, a sfotografował go Garfield Lamond. Okładka stała się viralem i wywołała szeroki zakres reakcji w mediach społecznościowych. W listopadzie 2016 roku ogłosił, że rozpoczyna własną wytwórnię płytową imprint o nazwie YSL records.
W marcu 2017 roku Thug pojawił się w utworach Drake'a "Sacrifices" i "Ice Melts" na jego komercyjnym mixtapie, More Life, przy czym ten pierwszy utwór był u boku 2 Chainza. Pojawił się w utworze Calvina Harrisa "Heatstroke" wraz z Arianą Grande i Pharrellem Williamsem, wydanym w marcu 2017 roku. W kwietniu 2017 roku Young Thug ogłosił komercyjny mixtape Beautiful Thugger Girls, pierwotnie zatytułowany E.B.B.T.G. Projekt został wyprodukowany wykonawczo przez Drake'a i został wydany 16 czerwca 2017 r. W sierpniu wystąpił na singlu Camili Cabello "Havana", który osiągnął szczyt na pierwszym miejscu Billboard Hot 100, stając się jego pierwszym hitem numer jeden. We wrześniu 2017 r. wydał wspólną EP-kę z DJ Carnage zatytułowaną Young Martha. W październiku 2017 r., Thug wydał wspólny mixtape z Future'em zatytułowany Super Slimey. Zawiera on utwory nagrane przez każdego z artystów indywidualnie, jak i obu razem, a także zawiera gościnne wokale rapera Offset.
W 2018 roku Young Thug wydał singiel "Ride for Me", współpracę A-Traka, Falcons i 24hrs za pośrednictwem wytwórni A-Traka Fool's Gold. Wydał EP Hear No Evil w kwietniu 2018 r. Young Thug współtworzył i zapewnił tło wokalne na utworze Childisha Gambino "This Is America", który zadebiutował na pierwszym miejscu na liście przebojów Billboard Hot 100 na 19 maja 2018 r. W sierpniu 2018 r. wydał kolejny album kompilacyjny, Slime Language..

### 2019–2020:So Much Fun,Slime & BiSlime Language 2
W dniu 23 maja 2019 roku Young Thug wydał singel "The London", w którym wystąpili amerykańscy raperzy J. Cole i Travis Scott. W tym samym dniu ogłosił również swój nadchodzący debiutancki album studyjny, który pierwotnie nosił nazwę Gold Mouf Dog. 19 lipca 2019 roku Young Thug ogłosił, że album został przemianowany na So Much Fun. 10 sierpnia 2019 roku Young Thug ogłosił datę wydania albumu i okładkę. Lista utworów została ujawniona 15 sierpnia. Album został wydany 16 sierpnia 2019 roku, w dniu 28. urodzin rapera. Zawiera gościnne występy takich artystów jak: Future, Machine Gun Kelly, Gunna, Lil Baby, Lil Uzi Vert, Lil Duke, 21 Savage, Doe Boy, Lil Keed, Quavo, Juice Wrld, Nav, J. Cole i Travis Scott. Album zadebiutował na pierwszym miejscu na Billboard 200.
20 października 2019 roku Young Thug pojawił się w The Tonight Show Starring Jimmy Fallon wraz z Gunną. 31 października 2019 roku utwór z albumu o nazwie "Hot", z udziałem amerykańskiego rapera i kolegi z wytwórni Gunny, stał się drugim singlem albumu dzięki remiksowi z dodatkowym udziałem Travisa Scotta. Wraz z utworem "The London", osiągnął odpowiednio 12. i 11. miejsce na liście Billboard Hot 100. Edycja deluxe albumu została wydana 20 grudnia 2019 roku, z dodatkowymi gościnnymi występami Gunny i Travisa Scotta, osobno i łącznie z remiksem "Hot".
29 kwietnia 2020 roku Young Thug i amerykański piosenkarz Chris Brown ogłosili swój wspólny mixtape, Slime & B. Został on wydany 5 maja 2020 roku, w dniu 31. urodzin tego ostatniego. Gościnnie wystąpili na nim Major Nine, Gunna, Lil Duke, Too Short, E-40, HoodyBaby i Future. Główny singel z mixtape'u, "Go Crazy", osiągnął trzecie miejsce na liście Billboard Hot 100, stając się najwyżej notowanym singlem Thuga jako głównego artysty. 25 września Thug wystąpił u boku brytyjskiej raperki M.I.A. w singlu "Franchise" amerykańskiego rapera i piosenkarza Travisa Scotta, który zadebiutował na pierwszym miejscu Billboard Hot 100, stając się drugim singlem numer jeden Thuga. Przez cały rok, miał czternaście wejść na listę przebojów na Hot 100, z powodu kilku wspólnych projektów z innymi artystami.
16 kwietnia 2021 roku, YSL Records, wraz z Young Thugiem i Gunną, wydali swój drugi album kompilacyjny Slime Language 2. Album zadebiutował na pierwszym miejscu na liście Billboard 200 i zawierał gościnne występy znanych artystów spoza wytwórni YSL Records: Travis Scott, Drake, Rowdy Rebel, Lil Baby, YTB Trench, Lil Uzi Vert, Coi Leray, Big Sean, NAV, Skepta, Future, YNW Melly, BSlime, Sheck Wes i Kid Cudi, z produkcją głównie obsługiwaną przez Southside, Wheezy i Turbo. Wspierany był przez dwa single "Take It to Trial" i "That Go!". Edycja deluxe została wydana 23 kwietnia, zawierając osiem nowych utworów. Thug później wydał deluxe, na którym pojawili się nowi  artyści, w tym DaBaby i Don Toliver.

### Od 2021:PunkiBusiness Is Business
Jeszcze w sierpniu 2019 roku Young Thug zapowiedział swój drugi studyjny album Punk, który miałby być kontynuacją So Much Fun. Miał zostać wydany na początku 2020 roku, ale te data wydania została przesunięta. Od kwietnia 2021 roku nie ogłoszono żadnych dalszych wiadomości na temat albumu, poza tym, że artysta nadal nad nim pracuje.
W lipcu 2021 roku Young Thug ogłosił datę premiery Punk na 15 października 2021 roku. Utwór „Tick Tock” został wydany jako główny singel z albumu 20 sierpnia 2021 roku, ale został wykluczony z ostatecznej listy utworów. We wrześniu 2021 roku Thug po raz trzeci w swojej karierze osiągnął pierwsze miejsce na liście Billboard Hot 100, występując u boku Future w piosence „Way 2 Sexy”, głównym singlu z albumu Drake'a Certified Lover Boy. 15 października Thug wydał swój album Punk.
W listopadzie 2021 roku, po wydaniu Punk, Kobalt Music Group ogłosił nową umowę wydawniczą z Young Thugiem. Dzięki tej umowie administracja wydawnicza Young Thuga, globalna synchronizacja i usługi kreatywne będą obsługiwane przez Kobalt.
W czerwcu 2023 r. Konta Young Thuga w mediach społecznościowych opublikowały kod QR, który doprowadził do strony która prowadziła odliczanie, które miało zakończyć się 23 czerwca. Wielu współpracowników Thuga udostępniało kod. 23 czerwca ukazał się trzeci album studyjny Young Thuga, Business is Business, z udziałem Drake'a, Travisa Scotta, Future, Lil Uzi Verta, 21 Savage i innych, był to pierwszy projekt Thuga wydany od czasu jego aresztowania w maju 2022 roku.

## Sztuka

### Styl muzyczny i wpływ
Young Thug otrzymał zarówno pochwały, jak i krytykę za swój ekscentryczny i unikalny styl wokalny, który został opisany jako odchodzący od tradycyjnej rapowej liryki i czasami zrozumiałego znaczenia. Jeff Weiss z BBC nazwał go "najbardziej wpływowym raperem XXI wieku". Według The Fader, "w typowym wersie Young Thug przeklina, krzyczy, jęczy i śpiewa, gorączkowo przekształcając swój głos w serię dziwnych dźwięków, jak pięknie zagrany, ale zepsuty instrument dęty". Pitchfork nazwał jego styl "niezwykle charakterystycznym" i "dziwnym, eksperymentalnym podejściem do rapowania", chwaląc jednocześnie jego "obecność, osobowość, mistykę i, potencjalnie, siłę gwiazdy." Billboard napisał, że "Thug wykorzystuje ten multiplikatywny sposób emisji głosu na swoją korzyść: tam, gdzie inny raper może popaść w powtórzenia, on znajduje nowy sposób na zniekształcenie i wypaczenie swojego tonu, by pomysłowo zagłębić się w rytmiczne pęknięcia i szczeliny". Complex zwrócił uwagę na jego predyspozycje do tworzenia chwytliwych, melodyjnych hooków. XXL nazwał go "rapowym dziwakiem", stwierdzając, że "charyzma Thuga, nieokiełznane flow i hooki sprawiają, że jego muzyka jest intrygująca". Krytyk Sheldon Pearce napisał, że "Thug rozumie nowoczesną konstrukcję piosenki pop lepiej niż ktokolwiek inny: wszystko i nic może być hookiem".
Young Thug został zauważony za swoją szybką metodę pracy, kilku współpracowników zauważyło jego tendencję do freestyle'owania utworów na żywo w studio lub szybkiego tworzenia tekstów na miejscu. Nie zapisuje tekstów na papierze, ale jest znany z planowania tekstów poprzez rysowanie kształtów i znaków. Consequence of Sound stwierdził, że "jego praca jest stale zakorzeniona w improwizacji, z natury porywającej koncepcji, która osadziła się w czarnej muzyce". Omawiając swoją pracę, Williams stwierdził, że jest w stanie napisać przebojową piosenkę w 10 minut i powiedział: "Jestem w studiu tak często, że po prostu próbuję różnych rzeczy. Po prostu myślę i próbuję, myślę i próbuję. Tak naprawdę nie wiem, jak śpiewać, ale próbuję od lat". Young Thug wymienił amerykańskiego rapera Lil Wayne'a, jako swojego największego idola i osobę, która miała największy wpływ na jego muzykę. W wywiadzie dla magazynu XXL Mag mówi: "Chcę wejść do studia z Wayne'em bardziej niż ktokolwiek na świecie". Wymienił również jako swoich mentorów Gucci Mane'a i Kanye Westa.

### Wizerunek i moda
Vibe Magazine nazwał Younga Thuga "jedną z najbardziej nieprzewidywalnych, charyzmatycznych i wynaturzonych osobowości w dzisiejszym Hip-Hopie". Rovi nazwał go "ikoną mody". Jego garderoba została opisana jako ekscentryczna i składa się głównie z damskich ubrań, które wolał nosić od 12 roku życia. The Seattle Times napisał, że "z wyczuciem mody tak niekonwencjonalnym jak jego rapowanie, Young Thug może być regularnie widziany na swoim koncie na Instagramie z pomalowanymi paznokciami, obcisłymi dżinsami lub dziecięcą sukienką jako koszulą, co wraz z jego zwyczajem regularnego odnoszenia się do bliskich męskich przyjaciół jako "mężulek" lub "kochanek" doprowadziło do plotek na temat jego orientacji seksualnej.
W reklamie Calvina Kleina, Thug ogłosił "W moim świecie, możesz być gangsta w sukience lub możesz być gangsta w spodniach baggy". Fusion opisał go jako "przeciwstawiającego się stereotypom płci i agitującego sposób, w jaki hip-hop definiuje czarną męskość, poprzez jego ekscentryczne poczucie stylu". Był porównywany do Davida Bowiego, Prince'a i Little Richarda. Media nazwały go gender fluid i androgynicznym. GQ nazwał go "jednocześnie bohaterem i outsiderem oraz liderem ruchu psychodelicznej mody rapowych hipisów".
W lutym 2018 roku Young Thug przemianował się na "SEX".

## Życie prywatne
Young Thug ma sześcioro dzieci z czterema kobietami (trzech synów i trzy córki). Został ojcem w wieku 17 lat. W kwietniu 2015 roku zaręczył się z Jerriką Karlae, która prowadzi linię kostiumów kąpielowych i której matka zarządzała raperem Young Dolph. Thug kupił swój pierwszy dom we wrześniu 2016 roku po wydaniu swojego mixtape'u Jeffery. Dom położony w Buckhead w Atlancie, ma ponad 11 000 stóp kwadratowych, sześć sypialni, 11 łazienek, pełny barek, salę teatralną i garaż na cztery samochody.

### Problemy prawne
Od początku swojej kariery Young Thug miał wiele problemów z prawem. W kwietniu 2015 roku po tym, jak autobus z trasą koncertową Lil Wayne'a został ostrzelany przez członków gangu ulicznego Bloods, Thug był jedną z osób zaangażowanych w proces sądowy po tym, jak kierowca autobusu z trasy postanowił pozwać Cash Money Records, Young Money Records, Birdmana i Young Thuga. W styczniu 2017 roku został złożony pozew przeciwko Thugowi po tym, jak Thug nie pojawił się na koncercie na Sahlen's Stadium po podpisaniu kontraktu na 55 000 dolarów. Nie był to pierwszy raz, gdy pozew został złożony przeciwko Thugowi za nie pojawienie się na koncercie, ponieważ firma produkcyjna z Teksasu złożyła pozew przeciwko Thugowi w kwietniu 2016 roku po tym, jak nie wystąpił na koncercie. Thug został oczyszczony z zarzutu w kwietniu 2017 roku po tym, jak podobno spoliczkował kobietę niedaleko klubu nocnego w poprzednim miesiącu. Kobieta kłóciła się z narzeczoną Thuga, Jerriką Karlae, kiedy Thug rzekomo wkroczył i zaatakował kobietę. Zarzuty zostały wycofane z powodu braku dowodów. Zarzuty dotyczące posiadania broni i narkotyków Young Thuga zostały wycofane w kwietniu 2017 roku po nalocie na jego ówczesny dom w Sandy Springs w stanie Georgia, w wyniku którego Thug został oskarżony o posiadanie kokainy, posiadanie marihuany i posiadanie 3 sztuk broni. Prawnicy Thuga argumentowali, że policja przeprowadziła przeszukanie bez nakazu, co doprowadziło do wycofania przez prokuratora wszystkich zarzutów z wyjątkiem posiadania marihuany. W kwietniu 2017 roku poinformowano, że Thug został pozwany przez Heritage Select Homes za zaleganie z płatnościami za dom w wysokości prawie 2,2 miliona dolarów.
W dniu 24 września 2017 roku Thug został aresztowany w Brookhaven, Georgia pod wieloma zarzutami posiadania narkotyków i posiadania broni palnej. Thug został zwolniony za kaucją w dniu 27 września 2017 roku. W dniu 7 września 2018 roku Thug został oskarżony o posiadanie i zamiar dystrybucji metamfetaminy, hydrokodonu i marihuany. Jest również oskarżony o posiadanie amfetaminy, Alprazolamu, kodeiny (2 zarzuty) i broni palnej.
9 maja 2022 r. Thug został aresztowany w Atlancie pod zarzutami związanymi z zorganizowanymi grupami przestępczymi. Thug i Gunna byli wśród 28 osób związanych z gangiem YSL, które zostały oskarżone w akcie oskarżenia za złamanie ustawy RICO złożonym przez prokuratora okręgowego hrabstwa Fulton, Faniego Willisa. Po przeszukaniu domu Thuga postawiono mu siedem dodatkowych zarzutów związanych z posiadaniem nielegalnych substancji i niezarejestrowanej broni palnej.

### Filantropia
W grudniu 2016 roku Thug dołączył do kampanii #fightpovertyagain. 29 czerwca 2017 roku Thug przekazał cały dochód z wyprzedanego koncertu na rzecz Planned Parenthood, stwierdzając na Twitterze, że "Byłem nastoletnim rodzicem. Planowane+nieplanowane rodzicielstwo jest piękne".

## Dyskografia
- Slime Season (2015)
- Slime Season 2 (2015)
- So Much Fun(inne języki) (2019)
- Punk(inne języki) (2021)
- Business Is Business (2023)[131]

## Nagrody i nominacje
| Rok  | Nagroda                  | Kategoria                                | Nominowana praca                              | Wynik     |
| ---- | ------------------------ | ---------------------------------------- | --------------------------------------------- | --------- |
| 2014 | BET Hip Hop Awards       | Who Blew Up                              | Young Thug                                    | Nominacja |
| 2014 | BET Hip Hop Awards       | Made-You-Look Award (Best Hip-Hop Style) | Young Thug                                    | Nominacja |
| 2014 | BET Hip Hop Awards       | Best Club Banger                         | "Stoner"                                      | Nominacja |
| 2015 | BET Awards               | Coca-Cola Viewers' Choice Award          | "Throw Sum Mo" (z Rae Sremmurd i Nicki Minaj) | Nominacja |
| 2017 | MTV Video Music Award    | Best Editing                             | "Wyclef Jean"                                 | Wygrana   |
| 2017 | UK Music Video Awards    | Video of the Year                        | "Wyclef Jean"                                 | Wygrana   |
| 2017 | UK Music Video Awards    | Best Urban Video                         | "Wyclef Jean"                                 | Wygrana   |
| 2017 | UK Music Video Awards    | Best Editing in a Video                  | "Wyclef Jean"                                 | Wygrana   |
| 2017 | UK Music Video Awards    | Vevo Must See Award                      | "Wyclef Jean"                                 | Nominacja |
| 2017 | UK Music Video Awards    | Best Production Design in a Video        | "Homie"                                       | Nominacja |
| 2018 | MTV Video Music Award    | Video of the Year                        | "Havana" (z Camila Cabello)                   | Wygrana   |
| 2018 | MTV Video Music Award    | Song of the Year                         | "Havana" (z Camila Cabello)                   | Nominacja |
| 2018 | MTV Video Music Award    | Best Pop Video                           | "Havana" (z Camila Cabello)                   | Nominacja |
| 2018 | MTV Video Music Award    | Best Choreography                        | "Havana" (z Camila Cabello)                   | Nominacja |
| 2018 | American Music Awards    | Collaboration of the Year                | "Havana" (z Camila Cabello)                   | Wygrana   |
| 2018 | American Music Awards    | Video of the Year                        | "Havana" (z Camila Cabello)                   | Wygrana   |
| 2018 | American Music Awards    | Favorite Pop/Rock Song                   | "Havana" (z Camila Cabello)                   | Wygrana   |
| 2019 | Grammy Awards            | Song of the Year                         | "This Is America"                             | Wygrana   |
| 2019 | MTV Video Music Awards   | Song of the Summer                       | "Goodbyes" (z Post Malone)                    | Nominacja |
| 2019 | MTV Video Music Awards   | Song of the Summer                       | "The London" (z J.Cole i Travis Scott)        | Nominacja |
| 2020 | Grammy Awards            | Best Rap/Sung Performance                | "The London" (z J.Cole i Travis Scott)        | Nominacja |
| 2021 | iHeartRadio Music Awards | R&B Song of the Year                     | "Go Crazy" (z Chris Brown)                    | Wygrana   |
| 2022 | Grammy Awards            | Album Of The Year                        | Planet Her (jako wykonawca gościnny)          | Nominacja |
| 2022 | Grammy Awards            | Album Of The Year                        | Donda (jako wykonawca gościnny)               | Nominacja |
| 2023 | Grammy Awards            | Best Rap Performance                     | "Pushin P" (z Gunna i Future)                 | Nominacja |
| 2023 | Grammy Awards            | Best Rap Song                            | "Pushin P" (z Gunna i Future)                 | Nominacja |